# Parafia św. Brunona z Kwerfurtu w Elblągu
Parafia Świętego Brunona z Kwerfurtu w Elblągu – rzymskokatolicka parafia położona w diecezji elbląskiej, w dekanacie Elbląg Śródmieście. Erygowana dekretem biskupa elbląskiego Andrzeja Śliwińskiego w 1992.

## Duchowieństwo
- ks. kan. Piotr Bryk (proboszcz, od 2023; administrator, 2022–2023)
- ks. kan. Janusz Kawęcki (proboszcz, 1992–2022)
- ks. Stanisław Turek (rezydent)